# Чероки
Чероки или Чироки (чер. ᎠᏂᏴᏫᏯ / ᏣᎳᎩ, енгл. Cherokee, IPA: амер.  / брит. ) су северноамерички Индијанци и један од најзначајнијих ирокешких народа поред Ирокеза. Језик којим говоре Черокији припада јужној грани ирокешких језика (енгл. Iroquoian). У време првог контакта са Енглезима у 17. веку живели су на територији данашњих америчких држава Вирџинија, Северна Каролина, Јужна Каролина, Тенеси, Џорџија и Алабама. У каснијем периоду су се налазили и у државама Кентаки, Арканзас, Канзас, Оклахома и Тексас.
Са европским трговцима су почели да долазе у контакт у 18. веку. У 19. веку Американци су Черокије називали једним од „пет цивилизованих племена”, зато што су прихватили бројне културне и технолошке праксе англоамеричких насељеника. Према попису у САД из 2000. године, једно од три федерално призната черокијска племена „Чероки нација” је имало више од 300.000 припадника и било је највеће од 565 федерално признатих племена америчких староседеоца. Док је према попису из 2010. укупан број становника САД черокијског порекла био 819.105 (од којих је 284.247 чистокрвних Черокија, а 534.858 мешаног порекла).
Од три федерално призната племена, „Чероки нација” и „Уједињено Китува потплеме Чероки Индијанаца” имају седиште у Талекви у држави Оклахома. Припадници племена „Уједињено Китува потплеме Чероки Индијанаца” углавном су потомци „старих насељеника”, оних Черокија који су се доселили у Арканзас и Оклахому око 1817. године. Припадници племена „Чероки нација” су потомци људи протераних 1830-их из југоисточних држава САД по Закону о пресељењу Индијанаца. Припадници племена „Источно потплеме Чероки Индијанаца” су потомци оних Черокија који су избегли протеривање у 19. веку, а њихово седиште се налази у Квали на западу Северне Каролине.
Постоје племена Черокија на југоистоку, која су државно призната као племена, као што је Екота Чероки племе у Алабами (енгл. Echota Cherokee Tribe of Alabama), али она нису федерално призната.

## Порекло
Постоје две главне теорије о пореклу Черокија. Према првој теорији, Черокији су релативно касно населили јужну Апалачију (културну област која обухвата средишњи и јужни део Апалачких планина), населивши ту област у касној праисторији са севера — из области Великих језера, која је традиционална територија ирокешких народа. Према другој теорији, Черокији су живели на југоистоку САД хиљадама година.
Истраживачи су у 19. веку забележили разговоре са черокијским старцима, који су им пренели усмено предање према којем су се Черокији у далекој прошлости доселили на југоисток из области Великих језера. Могуће је да су се населили на територију коју су раније насељавали Маскоги (Крик), који су били део мисисипијске културе. Упркос томе што се већина стручњака за археологију и антропологију југоистока слаже по питању исправности прве теорије о пореклу Черокија, постоји и становиште да су њихови преци много дуже раздобље провели у западној Северној Каролини и источном Тенесију.
Сматра се да је черокијска култура била део пизга фазе јужно-апалачијске мисисипијске културе (регионалне варијације мисисипијске културе), која је трајала од око 1000. до 1500. године, и квала фазе јужно-апалачијске мисисипијске културе, која је трајала од око 1500. до 1850. године.
Током касног архаичког и током касног вудлендског периода од око 500. до 1000. године, Индијанци ове области почели су да узгајају биљке као што су Iva annua, Chenopodium berlandieri, Amaranthus palmeri, сунцокрет и неке домаће бундеве. Људи су стварали нове облике уметности као што је прављење привезака од гравираних шкољки, а такође су развијали и нове технологије и стварали нове сложене верске обреде (као што је обред зелени кукуруз). За време мисисипијске културе у раздобљу од око 800. до 1500. године, локалне жене су узгојиле нову сорту кукуруза познату под именом источни кремени кукуруз, која је слична данашњем кукурузу и која је давала много веће приносе од старијих сорти кукуруза. Захваљујући овим приносима јавиле су се веће и много сложеније племенске заједнице (прадржаве) са стриктном хијерархијом и становништвом које је живело у мањем броју густо насељених села.

## Историја

### 17. век
Вирџинијски трговци су пред крај 17. века у области Пидмонт успоставили трговинске односе са Черокијима. Први трговац о чијем животу међу Черокијима постоји писани траг био је Корнелиус Доерти, који је међу њима живео 1690. Чирокијски трговци су енглеским трговцима продавали индијанске робове, које су Енглези користили у Вирџинији и севернијим колонијама.

### 18. век
Од 1710-1715 Чироки и Чикасои су у савезу са Британцима ратовали против Шонија, који су били у савезу са Французима, иако су Шонијима Чирокији пружили уточиште 1660-их. Шонији су поражени у рату и потиснути на север. Чироки су у савезу са Јамасијима, Катобама и Британцима ратовали против Таскарора у Другом Таскарорском рату (1712-1713). Савезништво које је успостављено између Чирокија и Британаца у Таскарорском рату, се одржало до краја 18. века. Развојем трговине јеленском кожом, Чирокији су постали значајни трговински партнери Британаца, јер је јеленска кожа коју су они продавали била бољег квалитета (због хладније климе на њиховој територији) од оне којом су трговали домородачки народи који су живели у непосредном суседству енглеских колонија.
У јануару 1716. Чироки су убили делегацију кричких вођа у граду Тагалу, чиме су ушли у Јамасијски рат (1715-1717) на страни Британаца. Рат је завршен 1717. мировним споразумом између Крика и енглеске колоније Јужна Каролина. Након завршетка рата непријатељства између Крика и Чирокија су се наставила у наредних неколико деценија.
Чироки су 1721. предали део своје земеље Јужној Каролини. У Никавасију је 1730. шкотски авантуриста сер Александер Каминг крунисао Мојтоја од Телика (значајног чирокијског града) за императора Чирокија (владара свих чирокијских градова). Мојтој је прихватио да призна краља Џорџа II од Велике Британије за заштитника Чирокија. Каминг је организовао одлазак 7 значајних вођа Чирокија (укључујући Атакулакулу) у главни град Велике Британије Лондон. У Лондону је чирокијска делегација потписала Вајтхолски споразум са Британцима. Мојтојев син Амускосит (Џредфул Вот`р) је покушао да наследи свог оца на престолу 1741. али безуспешно, јер су Чироки изабрали новог императора Канагатуку од Чоте или Екоте (Ћуран која стоји).
Након крунисања императора Мојтоја, чирокијски градови су наставили да делују аутономно. Процењено је да су 1735. постојала 64 чирокијска града и села, која су заједно имала 6.000 ратника. У епидемији великих богиња (болести од које нису имали природни имунитет) која је трајала од 1738. до 1739. умрла је скоро половина Чирокија. Стотине преживелих су након епидемије извршиле самоубиство, јер су због болести постали изобличени.
Од 1753. до 1755. водиле су се борбе између Чирокија и Крика око спорних ловишта у северној Џорџији. Из сукоба су Чирокији изашли као победници након Таливске битке.
Током Француског и индијанског рата британски војници су на чирокијској земљи саградили неколико тврђава (међу којима и Форт Лаудон у близини Екоте (Чоте)), које су служиле у одбрани од Француза. У рат су Чироки ушли на страни Британаца, међутим у току рата је дошло до несугласица између савезника, због којих је избио Англо-чирокијски рат (1758-1761).
Краљ Џорџ III је 1763. издао прокламацију којом је забрањено насељавање Британаца западно од Апалачких планина.
Упркос донетој прокламацији насељавање Британаца на земљу Чирокија и других староседелаца који су живели западно од Апалачких планина се наставило. Последица је био нови рат Други чирокијски рат, који је избио 1776. У рату су Чироки заједно са својим савезницима Шонијима нападали енглеска насеља у Јужној Каролини, Џорџији, Вирџинији и Северној Каролини. Енглеске колонисте је о претстојећем нападу обавестила Ненси Ворд, рођака Џрегинг Кануа. Након чега су енглеске колонијалне милиције напале и уништиле више од 50 чирокијских градова. Преживеле чирокијске градске вође су 1777. потписале споразуме са властима америчких држава (властима бивших енглеских колонија, које су се прогласиле за државе).
Џрегинг Кану се са својим потплеменом населио на обалама потока Чикамога у близини данашњег града Чатануга у Тенесију, где су основали 11 градова. Град Чикамога је био његова престоница и база за нападе на насеља Енглеза (касније Американаца) током Чирокијско-америчких ратова, који су трајали од 1776. до 1794. Споразумом потписаним 7. новембра 1794. завршен је рат између Чирокија и Американаца (који су до тада успели да се отцепе од Велике Британије).

### 19. век
Чирокијске земље између река Тенеси и Чатахучи су биле довољно удаљене од насеља Америчких досељеника да би могле да очувају независност након Чирокијско-америчких ратова. Трговина јеленском кожом више није била изводљива на њиховој значајно смањеној земљи, а у наредних неколико деценија Чирокијска нација је изградила ново друштво засновано на моделу САД.
Џорџ Вашингтон је желео да цивилизује домороце југоистока САД, посредством програма које је надгледао индијански агент Бенџамин Хокинс. Он је охрабривао Чирокије да комуналну земљу, коју су заједно обрађивали сви становници насеља, поделе на породична имања. Трговина јеленском кожом је довела белорепог јелена (Odocoileus virginianus) на руб изумирања, а како су Чирокији почели да узгајају свиње и говеда, ове животиње су постале њихов главни извор меса. Влада САД је снабдела домороце семеном памука, мушкарци су обучавани да ограђују и обрађују земљу, док су жене обучаване да преду памук.
Чирокији су створили националну владу, која је била под вођством врховног поглавице. У периоду од 1788. до 1801. врховни поглавица је био Лит`л Т`рки, од 1801. до 1811. Блек Фокс, а од 1811. до 1827. Патхкил`р, сви они су били ратници Џрегинг Кануа. Чирокијски тријумвират Џејмса Вата, Великог Риџа и Чарлса Хикса је заговарао акултурацију, формално образовање и модерне начине обраде земље. Они су 1801. позвали моравске мисионаре из Северне Каролине да дођу у земљу Чирокија и да шире хришћанство и цивилизован начин живота.
Током Рата из 1812. (1812-1815) и Крикског рата (1813-1814), који је био његов део, Чирокији су се борили на страни Американаца, а против пробританске факције Горњих Крика (Црвени штапови или Ред Стикс).
Око 1809. Секвоја је почео да ствара чирокијско писмо. Он није говорио енглески језик, али како је као сребрнар имао много додира са америчким Енглезима (касније Американцима) схватио је да би за Чирокије било од великог значаја да имају своје писмо. Писмо је створио до 1821. и оно је имало 85 (првобитно 86) карактера, који су представљали слогове, а не гласове. Против његовог писма су у почетку били и чирокијски традиционалисти и амерички мисионари, који су охрабривали употребу енглеског језика. До краја 1820-их Чирокији су имали већу стопу писмености од џорџијских Американаца.
Чирокијска нација је 1827. донела устав по узору на устав САД, према њему власт је била подељена на извршну, законодавну и судску.
Пре коначног протеривања на територију данашње Оклахоме, многи Чирокији су се добровољно преселили на територију данашњих америчких држава Арканзас, Мисури и Тексас. Између 1775. и 1786. део Чирокија и још неких домородачких народи, као што су Чоктои и Чикасои, почео је да се добровољно насељава око река Арканзас и Црвене реке Југа.
Федерална влада је 1802. обећала џорџијској државној влади да ће домороцима одузети земљу на коју је Џорџија полагала право, у замену за пристанак Џорџије да преда федералној влади свој западни део, на ком су касније створене нове америчке државе Алабама и Мисисипи. Да би убедила Чирокије да се добровољно преселе, 1815. је влада САД основала Чирокијски резерват у Арканзасу. Резерват се простирао између реке Арканзас на југу до Беле реке на северу. Део чирокијских вођа, као што су Дивали, Секвоја, Спринг Фрог и Татси се заједно са својим потплеменима населио у резерват. Они су постали познати под именом „стари насељеници” („Уједињено Китува потплеме Чероки Индијанаца”).
Део чирокијских традиционалиста се под вођством Дивалија преселио у шпански Тексас 1819. Они су се населили у близини града Накодочеса. Мексичке власти су их добро прихватиле, јер су на њих гледале као на могуће савезнике против Англо-америчких насељеника. Међутим, током Тексашког рата за независност, тексашки Чирокији су углавном били неутрални.
На чирокијској земљи на које је право полагала држава Џорџија 1829. је откривено злато. Настала је џорџијска златна грозница, која је била прва златна грозница у америчкој историји. Државне власти Џорџије су од федералних власти захтевале да протерају Чирокије. Ендру Џексон који је подржавао захтеве Џорџије је инаугурисан за председника 1829. Следеће 1830. године амерички Конгрес је донео Закон о пресељењу Индијанаца, којим је предвиђено насилно пресељење староседелачког становништва које је живело источно од реке Мисисипи на Индијанску територију.
Протеривање је спроведено 1838. када је председник Мартин ван Бјурен наредио протеривање Чирокија са своје земље. Више од 16.000 Чирокија је у периоду 1838–1839 са истока САД протерано на Индијанску територију, ово протеривање је познато под именом Стаза суза. Принуђени су да пређу 1.300 km преко територија држава Тенеси, Кентаки, Илиноис, Мисури и Арканзас, а у току протеривања умрло је око 4.000 људи од болести, глади и изложености неповољним временским условима.

## Познати припадници
Ово је списак само оних Черокија забележених у историји. Тренутно значајни припадници Черокија треба да буду наведени у чланцима појединог племена којем припдају. За људе који се самоидентификују као припадници Черокија а припадају другом народу, погледајте овај списак.
- Вилијам Пен Адер (1830—1880); сенатор, дипломата и конфедеративни пуковник
- Атакулакула (око 1708—1777); дипломата за Британију, вођа Коте и поглавица
- Боб Бенџ (око 1762—1794); ратник јужних Черокија током Черокијско-америчких ратова
- Елајас Будинот, Галагина (1802—1839); државник, говорник и уредник, оснивач првог черокијског листа (Чероки Финикс)
- Нед Кристи (1852—1892); државник, сенатор и злогласни одметник[23]
- Џозеф Џ. Кларк (1893—1971); адмирал у Америчкој морнарици, највише рангирани амерички староседелац у америчкој војсци који је добио Морнарички крст
- Даблхед, Талтсуска (?—1807); ратни заповедник током Черокијско-америчких ратова који је предводио јужне Черокије и потписивао територијалне уговоре са САД
- Драгинг Кану, Сијугунсини (1738—1792); војни генерал током Черокијско-америчких ратова и велики вођа јужних Черокија (Чикамауга Чероки)
- Френклин Гритс; уметник и професор који је предавао на институту Хаскел и служио на УСС Френклину
- Чарлс Р. Хикс (?—1827); ветеран Крикског рата (рат Ред Стикса), други велики вођа Петкилера у раном 17. веку и дефакто велики вођа у раздобљу 1813—1827. године
- Јуналуска (око 1775—1868); ветеран Крикског рата који је спасао живот председнику Ендруу Џексону
- Оконостота, Аганстата [„љубљени мушкарац”, „ратник”][а] (око 1710—1783); ратни заповедник током Черокијско-британског рата
- Остенако, Устанаква (око 1703—1780); ратни заповедник и дипломата за Британију који је основао град Ултива на Ултива Крику (данас Округ Хамилтон у Тенесију)
- Велики Риџ, Нунехидихи, Ганундалеги или Петкилер II (око 1771—1839); ветеран Черокијско-америчких ратова и Крикског рата који је потписао Мир за Њу Екоту
- Џон Риџ, Скетллоски (1792—1839); син Великог Риџа, државник и такође један од потписника Мира за Њу Екоту
- Џон Ролин Риџ, Чискваталони или Жута Птица (1827—1867); унук Великог Риџа и први амерички староседелачки романсијер
- Роли Лин Ригс (1899—1954); писац, песник и драматург чија је представа Зелени раст јоргована (енгл. Green Grow the Lilacs) била основа бродвејског хит мјузикла Оклахома! (енгл. Oklahoma!)
- Клемент В. Роџерс (1839—1911); амерички сенатор и судија из Индијанске територије, сточар и један од делегата за Уставну конвенцију Оклахоме
- Вил Роџерс (1879—1935); забављач, ужар, новинар и аутор[24]
- Џон Рос, Гувисгуви или Кувисгуви (1790—1866); ветеран Крикског рата, велики вођа источних Черокија током Стазе суза те западних Черокија 1810-их у данашњем Арканзасу
- Секвоја, Сиквоја или Џорџ Гист/Гес (око 1767—1843); сребрнар и изумитељ черокијског словара[25]
- Нимрод Џарет Смит, Саладихи (1837—1893); велики вођа источних Черокија и ветеран грађанског рата
- Редберд Смит (1850—1918); традиционалиста, политички активиста и поглавица друштва Китува (чер. ᎩᏚᏩ ᎤᎾᏙᏢᎯ, енгл. Keetoowah Society)
- Вилијам Холанд Томас (1805—1893); нестароседелац али се асимилирао у племе и постао велики вођа источних Чероки Индијанаца те командант јединице „Томасова легија Чероки Индијанаца и Хајландера” (енгл. Thomas' Legion of Cherokee Indians and Highlanders) познате и као „69. регимента Северне Каролине”
- Том Триперсонс (1889—1969); шериф из Вините (Индијанска територија), сматра се једним од последњих тзв. револвераша Старог запада којем се приписује ’патент’ по имену „олстра Тома Триперсонса” (енгл. Tom Threepersons' holster)
- Џејмс Ван (око 1765—1809); Чероки шкотских корена, веома успешан бизнисмен и ветеран Черокијско-америчких ратова
- Ненси Ворд, Нанјехи [„љубљена жена”, „ратница”][б] (око 1736—1822/24); дипломаткиња
- Стенд Воти, Стендхоуп Јувоти или Дегатага (1806—1871); један од потписника Мира за Њу Екоту и последњи конфедеративни генерал који је обуставио непријатељско деловање у Америчком грађанском рату као компандант јединице „Прва индијска бригада армије Трансмисисипија” (енгл. First Indian Brigade of the Army of Trans-Mississippi)

## Галерија
- Застава народа Чероки, са великим печатом нације у средини и 7 жутих звездица распоређених кружно око печата на наранџастој подлози, са 1 црном звездицом у горњем десном углу и оквиром тањих црних и дебљих зелених пруга
- Велики печат народа Чероки; датум на печату, својеврсном грбу нације, 6. септембар 1839. године, дан је када је донесен Устав нације Чероки у Оклахоми (крај Стазе суза), те представља национални празник Черокија
- Говорно подручје језика чероки; рад картографкиње Роберте Блум (2005)
- Поглавица Тачи (1837); портрет америчког сликара Чарлса Берда Кинга (1785—1862)
- Велики Риџ (Нунехидихи, Ганундалеги), велики вођа Черокија и члан племенског савета (1834); борио се са Ендруом Џексоном; портрет Ч. Б. Кинга
- Џон Рос (Гувисгуви, Кувисгуви), први поглавица Черокија (1843); био је поглавица од. 1828. до 1866. године, након што су Черокији донели свој први устав; портрет Ч. Б. Кинга
- Ајзак Стенд Воти (Стендхоуп Јувоти, Дегатага), поглавица Черокија који је наследио Џона Роса (1806—1871); портрет Ч. Б. Кинга
- Три Черокија у Лондону; изложба у Музеју Чероки Индијанаца у Северној Каролини (2002)
- Припадник Черокија користи дуваљку (енгл. blowgun, blowpipe) у индијанској речној долини Оконалафти у Северној Каролини (2000); приметити како и колико близу краја држи 3 метра дугу цев
- Припадница Черокија објашњава како израдити кану; такође у индијанској речној долини Оконалафти у Северној Каролини (2000)
- Главна улица у Черокију (Свејн, Северна Каролина), главном граду источних Черокија; фотографија Јана Кронсела (2002)
- Грејт Смоуки, планински ланац у чијим прашумама су живели Черокији и пре доласка енгл. истраживача у Апалачију у 17. веку; поглед је са Гатлинбершке обилазнице, недалеко од улице Копер мајн, а највиша планина негде у средини је планина Леконте (2002)
- Де Сото (1496—1542), шпански морепловац, истраживач и конкистадор, упознао је Черокије у прашумама Смоукија (2004)
- Весли „Вес” Студи (1947—), припадник Черокија и глумац из Талекве (Округ Чероки, Оклахома); играо је у Плесу са вуковима, Џерониму, Врелини, Аватару... (2008)

### Цитирана библиографија
- Finger, John R. (1991). Cherokee Americans: The Eastern Band of Cherokees in the 20th century. Knoxville: University of Tennessee Press. ISBN 978-0-8032-6879-1.
- Sturtevant, William C.; Fogelson, Raymond D., ур. (2004). Handbook of North American Indians: Southeast. 14. Washington DC: Smithsonian Institution. ISBN 978-0-16-072300-1.